# Gibraltar Football League 2024-25
La Gibraltar Football League 2024-25 fue la sexta edición de la Gibraltar National League y la tercera con el nombre de la Gibraltar Football League. El Lincoln Red Imps fue el campeón defensor.
La temporada comenzó el 16 de agosto de 2024 y finalizó el 4 de mayo de 2025.

## Sistema de competición
La temporada 2024-25 mantuvo el formato implementado el año anterior, los clubes debieron jugar una ronda de partidos antes de dividirse, los equipos jugaron entre sí en dos vueltas por un total de 20 partidos esta temporada. Después de la segunda ronda de partidos, los 6 primeros ingresaron al Grupo Campeonato, donde cada equipo jugó entre en una vuelta para decidir el campeón de la liga. Mientras que el Grupo Desafío continúa suprimido.

## Clubes participantes
| Equipo           | Entrenador        | Capitán             | Marca    |
| ---------------- | ----------------- | ------------------- | -------- |
| Bruno's Magpies  | Nathan Rooney     | Paco Zúñiga         | Macron   |
| College 1975     | Óscar León        | Jamie-Luke McCarthy | Joma     |
| Europa           | Michele Di Piedi  | Antonio Bello       | Kappa    |
| Europa Point     | Roberto Carrasco  | Martin Falkeborn    | Custimoo |
| Glacis United    | Vacante           | Julio Bado          | Macron   |
| Lincoln Red Imps | Javi Muñoz        | Roy Chipolina       | Givova   |
| Lions Gibraltar  | David Wilson      | Shea Breakspear     | VX3      |
| Lynx             | Albert Parody     | Jesse Victory       | Joma     |
| Manchester 62    | Jamie McDonough   | Vacante             | Joma     |
| Mons Calpe       | Juan Marí Sánchez | Vacante             | Givova   |
| St. Joseph's     | Abraham Paz       | Juanma González     | Legea    |

## Temporada regular

### Clasificación
| Pos. | Equipo           | Pts. | PJ | G  | E | P  | GF | GC | Dif. | Clasificación 2024-25 |
| ---- | ---------------- | ---- | -- | -- | - | -- | -- | -- | ---- | --------------------- |
| 1    | St. Joseph's     | 54   | 20 | 17 | 3 | 0  | 53 | 13 | +40  | Grupo Campeonato      |
| 2    | Lincoln Red Imps | 51   | 20 | 16 | 3 | 1  | 57 | 7  | +50  | Grupo Campeonato      |
| 3    | Europa           | 43   | 20 | 13 | 4 | 3  | 51 | 22 | +29  | Grupo Campeonato      |
| 4    | Bruno's Magpies  | 34   | 20 | 11 | 1 | 8  | 48 | 28 | +20  | Grupo Campeonato      |
| 5    | Manchester 62    | 34   | 20 | 10 | 4 | 6  | 55 | 28 | +27  | Grupo Campeonato      |
| 6    | Lions Gibraltar  | 28   | 20 | 8  | 4 | 8  | 33 | 33 | 0    | Grupo Campeonato      |
| 7    | Glacis United    | 19   | 20 | 6  | 1 | 13 | 29 | 52 | −23  |                       |
| 8    | College 1975     | 18   | 20 | 5  | 3 | 12 | 18 | 40 | −22  |                       |
| 9    | Lynx             | 17   | 20 | 5  | 2 | 13 | 25 | 51 | −26  |                       |
| 10   | Mons Calpe       | 13   | 20 | 4  | 1 | 15 | 23 | 54 | −31  |                       |
| 11   | Europa Point     | 4    | 20 | 0  | 4 | 16 | 14 | 70 | −56  |                       |

Actualizado a los partidos jugados el 16 de marzo de 2025.
 Fuente: GFA

### Resultados
| Local \ Visitante | BRU | COL | EUR | EPO | GLA | LRI | LGB | LYN | MAN | MNC | STJ |
| ----------------- | --- | --- | --- | --- | --- | --- | --- | --- | --- | --- | --- |
| Bruno's Magpies   | —   | 3–2 | 0–0 | 3–2 | 3–1 | 1–4 | 2–1 | 3–0 | 0–2 | 4–1 | 1–3 |
| College 1975      | 0–5 | —   | 0–3 | 0–0 | 0–2 | 0–2 | 1–1 | 2–1 | 0–2 | 4–0 | 0–4 |
| Europa            | 2–0 | 0–0 | —   | 3–0 | 8–0 | 0–0 | 3–0 | 3–0 | 2–1 | 3–2 | 1–3 |
| Europa Point      | 0–7 | 0–2 | 1–5 | —   | 0–4 | 0–5 | 1–4 | 1–1 | 0–4 | 3–3 | 1–6 |
| Glacis United     | 0–5 | 2–3 | 1–2 | 3–0 | —   | 0–6 | 1–1 | 4–2 | 0–2 | 2–0 | 1–4 |
| Lincoln Red Imps  | 2–0 | 6–1 | 3–1 | 2–0 | 4–1 | —   | 1–2 | 3–0 | 3–0 | 3–0 | 0–0 |
| Lions Gibraltar   | 1–0 | 1–0 | 2–4 | 3–2 | 4–1 | 0–2 | —   | 0–2 | 2–2 | 4–2 | 1–3 |
| Lynx              | 0–3 | 3–1 | 1–3 | 2–2 | 3–1 | 1–5 | 2–1 | —   | 3–2 | 1–2 | 0–7 |
| Manchester 62     | 2–1 | 1–2 | 2–2 | 7–0 | 3–2 | 0–4 | 1–1 | 4–2 | —   | 4–1 | 1–1 |
| Mons Calpe        | 2–5 | 3–0 | 1–3 | 2–1 | 1–3 | 0–3 | 0–2 | 1–0 | 0–4 | —   | 1–3 |
| St. Joseph's      | 2–1 | 1–0 | 2–1 | 4–0 | 1–0 | 0–0 | 2–1 | 3–1 | 2–1 | 2–1 | —   |

## Grupo campeonato

### Clasificación
| Pos. | Equipo               | Pts. | PJ | G  | E | P  | GF | GC | Dif. | Clasificación 2024-25                       |
| ---- | -------------------- | ---- | -- | -- | - | -- | -- | -- | ---- | ------------------------------------------- |
| 1    | Lincoln Red Imps (C) | 66   | 25 | 21 | 3 | 1  | 68 | 7  | +61  | Primera Ronda de la Liga de Campeones       |
| 2    | St. Joseph's         | 66   | 25 | 21 | 3 | 1  | 65 | 15 | +50  | Primera Ronda de la Liga Europa Conferencia |
| 3    | Europa               | 52   | 25 | 16 | 4 | 5  | 62 | 32 | +30  |                                             |
| 4    | Manchester 62        | 40   | 25 | 12 | 4 | 9  | 59 | 34 | +25  |                                             |
| 5    | Bruno's Magpies      | 37   | 25 | 12 | 1 | 12 | 52 | 39 | +13  | Primera Ronda de la Liga Europa Conferencia |
| 6    | Lions Gibraltar      | 28   | 25 | 8  | 4 | 13 | 35 | 49 | −14  |                                             |

Actualizado a los partidos jugados el 4 de mayo de 2025.
 Fuente: Soccerway